# Viagra Boys
Viagra Boys est un groupe de post-punk suédois, fondé en 2015 par Sebastian Murphy et Henrik Höckert.

## Biographie

### Formations et premiers enregistrements (2015-2020)
Viagra Boys est formé en 2015, à Stockholm, par Henrik Höckert (basse) et Sebastian Murphy (chant),. L'idée du groupe aurait germé lors d'une soirée karaoké organisée dans le salon de tatouage où les deux sont employés à l'époque. Murphy est né à San Francisco d'une mère suédoise, mais vit à Stockholm depuis ses 17 ans. La formation du groupe se stabilise ensuite avec Benjamin Vallé (guitare), Tor Sjödén (batterie), Oskar Carls (saxophone, guitare), et Martin Ehrencrona (claviers).
En 2016 et 2017, ils publient les deux EP Consistency of Energy et Call of the Wild, sur le label suédois Push My Buttons.

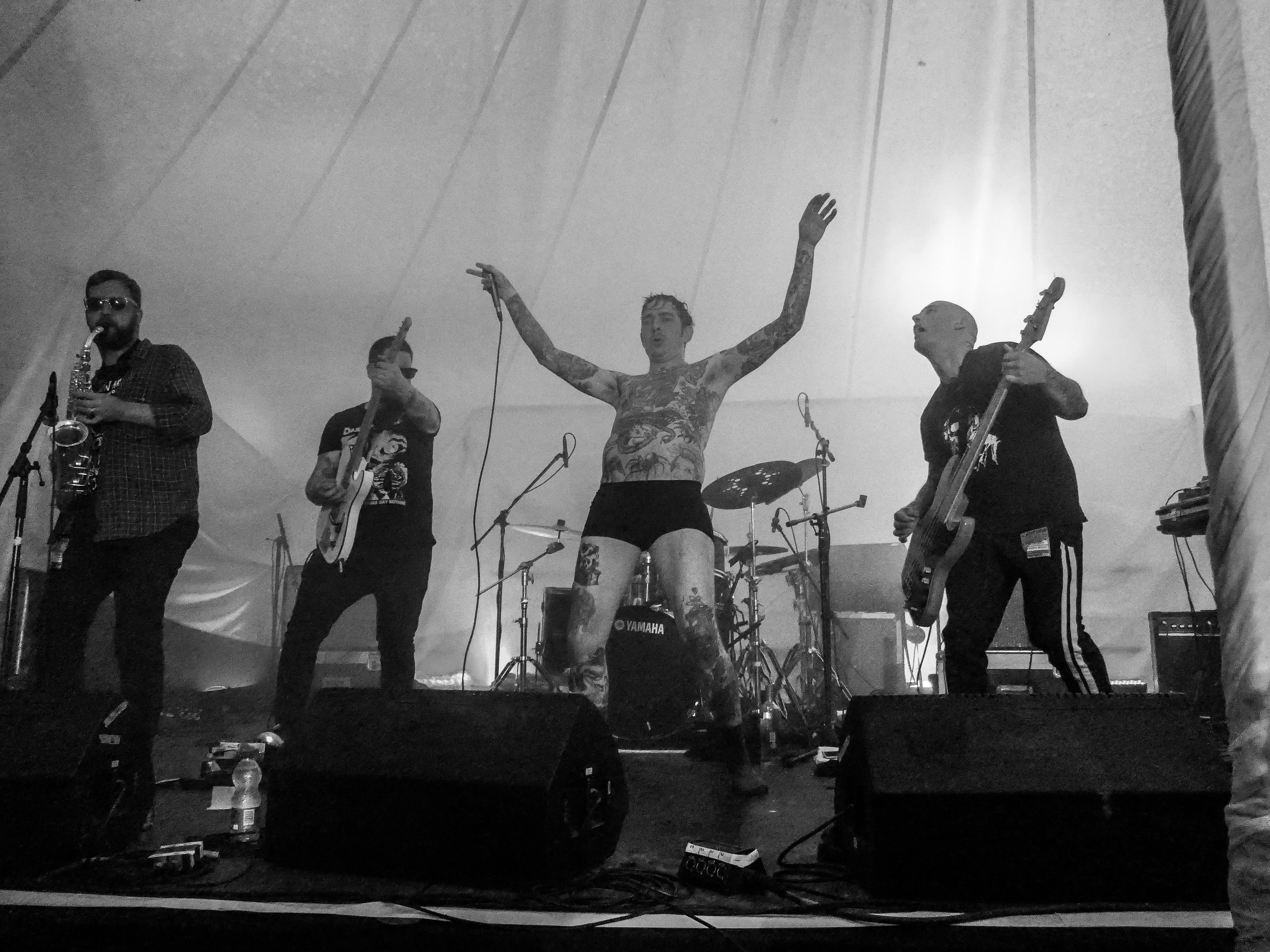
Sur scène en 2019.

Pour leur premier album, Street Worms de 2018, ils signent un contrat avec Year0001 Records, les mettant sur le même label que le rappeur suédois Yung Lean,. L'album reçoit des critiques enthousiastes, et figure notamment dans le classement de fin d'année du magazine britannique NME. Les morceaux Sports et Just Like You gagnent suffisamment de lectures en streaming et de vues vidéo pour élever leur public au-delà de l'underground. Par la suite, Elias Jungqvist remplace Martin Ehrencrona aux claviers. En avril 2020, les Viagra Boys publient un EP de quatre chansons intitulé Common Sense.

### Deuxième album:Welfare Jazz(2021)
Le 8 janvier 2021 est publié leur deuxième album nommé Welfare Jazz,. Le guitariste Benjamin Vallé, qui avait quitté le groupe avant son enregistrement, décède le 27 octobre 2021 à l'âge de 47 ans,.

### Troisième album:Cave World(2022-2024)

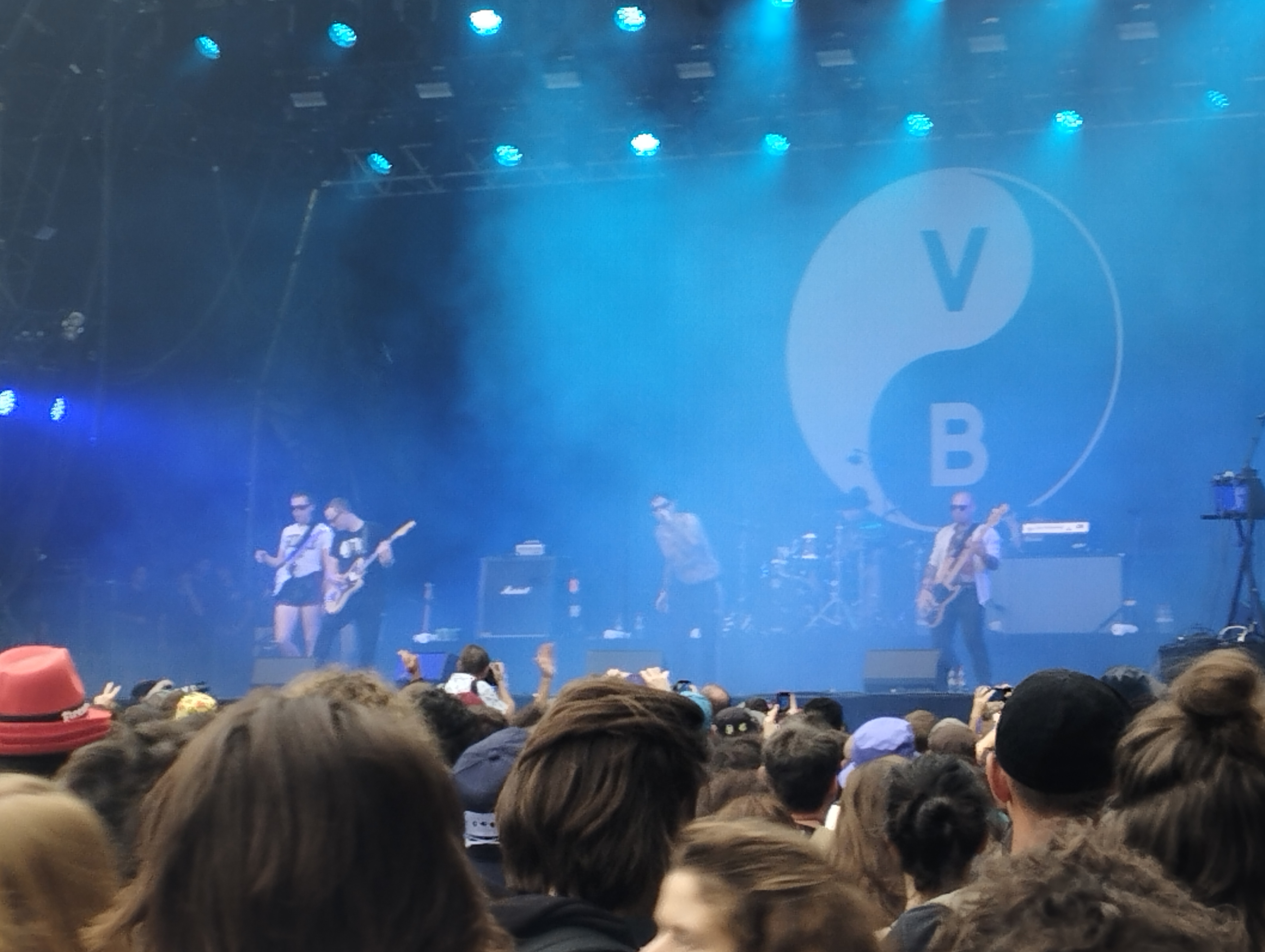
Viagra Boys en concert au festival Rock en Seine à Saint-Cloud, le 25 août 2023.

Le groupe écrit et enregistre son troisième album en pleine pandémie de Covid-19 en Suède, avec les paroles de Murphy se concentrant sur l'état chaotique du monde, et l'alarmisme et la désinformation qui ont dominé une grande partie du discours en ligne sur la pandémie,. Nommé Cave World, il sort en juillet 2022 et comprend une apparition en tant qu'invité de Jason Williamson de Sleaford Mods sur le morceau Big Boy. L'album introduit également le nouveau guitariste des Viagra Boys, Linus Hillborg.
En mai 2023, ils remportent le prix « Rock de l’année » à la cérémonie suédoise des Grammis. Ils dédient ce prix à leur guitariste Benjamin Vallé, mort en 2021. En septembre et octobre 2023, le groupe fait partie des invités de Queens of the Stone Age pour assurer la première partie d'une tournée nord-américaine d'une quinzaine de dates.

### Quatrième album:viagr aboys(depuis 2025)
Le groupe annonce la sortie de son quatrième album studio, intitulé viagr aboys, pour le 25 avril 2025 sur leur propre nouveau label, Shrimptech Enterprises. Le premier extrait de l'album, Man Made of Meat, s'inspire des observations du chanteur Sebastian Murphy lors d'une tournée aux États-Unis, notamment lors de ses visites dans les supermarchés Walmart. Pour promouvoir l'album, Viagra Boys prévoit une tournée Infinite Anxiety en avril 2025, avec des concerts en Europe et en Amérique du Nord. L'album est coproduit par leur collaborateur de longue date Pelle Gunnerfeldt et le groupe lui-même.

## Membres actuels
- Sebastian Murphy - chant
- Henrik Höckert - basse
- Oskar Carls - saxophone, guitare
- Tor Sjödén - batterie
- Linus Hillborg - guitare
- Elias Jungqvist - claviers

## Albums

### Albums studio
- 2018 : Street Worms
- 2021 : Welfare Jazz
- 2022 : Cave World
- 2025 : Viagr Aboys

### Albums live
- 2020 : Shrimp Sessions
- 2022 : Shrimp Sessions 2